# Różowe lata siedemdziesiąte
Różowe lata siedemdziesiąte (ang. That ’70s Show) – komediowy serial telewizyjny emitowany przez amerykańską stację Fox. Opowiada o grupie nastolatków żyjących w latach siedemdziesiątych w Point Place w stanie Wisconsin. Akcja rozgrywa się między majem 1976 a 31 grudnia 1979 (symbolicznie: koniec serialu = koniec lat 70. XX wieku).
Pierwszy odcinek trafił na antenę 23 sierpnia 1998 r., ostatni – 18 maja 2006 r. W ciągu ośmiu lat nakręcono 200 odcinków, a serial stał się jednym z najdłużej trwających w stacji Fox. Wystąpiło w nim gościnnie wiele gwiazd, m.in. Mitch Pileggi, Brooke Shields, Isaac Hayes, Bruce Willis, Jessica Simpson, Shannon Elizabeth, Lindsay Lohan. W 8. sezonie nastąpiły zmiany, gdyż serial opuścili Topher Grace i Ashton Kutcher, którzy postanowili więcej czasu poświęcić na karierę filmową (powrócili w ostatnim odcinku).

## Bohaterowie
- Topher Grace jako Eric Forman, bystry, zabawny i nieco niezdarny lider grupy. Mieszka z surowym ojcem Redem (Kurtwood Smith), uroczą mamą Kitty (Debra Jo Rupp) oraz ze starszą siostrą Laurie, z którą często się droczy. To właśnie w piwnicy Formanów najczęściej toczy się akcja serialu, gdzie grupa przyjaciół nieraz przesiadywała pod wpływem marihuany. Eric jest w stałym związku z Donną.
- Danny Masterson jako Steven Hyde, inteligentny, zbuntowany anty-rządowiec. Często posługuje się ironią i sarkazmem. Jest synem alkoholika, który porzucił jego oraz matkę gdy ten miał około 9 lat. Kiedy Steven wyprowadza się z domu, zostaje przygarnięty pod dach Formanów.
- Wilmer Valderrama jako Fez, uczeń z wymiany międzynarodowej (foreign exchange student - F.E.S.). Nie wiadomo właściwie z jakiego kraju pochodzi. Jest słodki, przyjazny, dość perwersyjny i nieco dziwaczny. Mówi z zabawnym akcentem i podkochuje się w Jackie.
- Mila Kunis jako Jackie Burkhart, najmłodsza bohaterka. Bardzo piękna, bogata, rozpuszczona, zadufana w sobie i egoistyczna dziewczyna Kelso. Początkowo irytuje wszystkich w grupie, szczególnie Hyde’a, jednak udaje jej się zaprzyjaźnić z Donną i pozostać w paczce nawet po rozstaniu z Kelso. Często daje innym płytkie i trywialne rady.
- Ashton Kutcher jako Michael Kelso,  przystojny i bardzo nierozgarnięty chłopak Jackie, która porzuca go, kiedy zostaje zdradzona.
- Laura Prepon jako Donna Pinciotti,  piękna i inteligentna dziewczyna Erica, mieszkająca w sąsiedztwie z nieco ekscentrycznymi rodzicami - Bobem (Don Stark) oraz Midge (Tanya Roberts). Mimo że na początku nie zgadza się z Jackie w wielu kwestiach, szybko się z nią zaprzyjaźnia.
- Lisa Robin Kelly jako Laurie Forman,  uwodzicielska i wredna siostra Erica. Wprowadza się z powrotem do domu, gdy zostaje wydalona ze studiów. Lubi manipulować ludźmi, a w przypadku Reda bardzo dobrze jej to wychodzi - mimo swojej rozwiązłości i lenistwa, nadal jest przez niego faworyzowana. Eric, Hyde i Donna często z niej kpią, ale Laurie stać na cięte riposty.

## Twórcy
- David Trainer - reżyser
- Tim Ryder - reżyser (kilka odcinków)
- Mark Brazill - twórca, producent
- Bonnie Turner - twórca, producent
- Terry Turner - twórca, producent
- Marcy Carsey - producent
- Jackie Filgo - producent
- Jeff Filgo - producent
- Caryn Mandabach - producent
- Tom Werner - producent
- Dean Batali - scenariusz, producent
- Alan Dybner - scenariusz
- Jeff Filgo - scenariusz
- Will Forte - scenariusz
- Eric Gilliland - scenariusz
- Mark Hudis - scenariusz
- Gregg Mettler - scenariusz
- Kristin Newman - scenariusz
- Dave Schiff - scenariusz
- David Spancer - scenariusz

## Odcinki
- [nr odcinka] - [tytuł] ([data premiery w Foksie])

| - 1x01 - That ’70s Pilot (23 sierpnia 1998) - 1x02 - Eric's Birthday (30 sierpnia 1998) - 1x03 - Streaking (6 września 1998) - 1x04 - Battle of the Sexists (20 września 1998) - 1x05 - Eric's Burger Job (27 września 1998) - 1x06 - The Keg (25 października 1998) - 1x07 - That Disco Episode (8 listopada 1998) - 1x08 - Drive-In (15 listopada 1998) - 1x09 - Thanksgiving (22 listopada 1998) - 1x10 - Sunday, Bloody Sunday (29 listopada 1998) - 1x11 - Eric's Buddy (6 grudnia 1998) - 1x12 - The Best Christmas Ever (13 grudnia 1998) - 1x13 - Ski Trip (17 stycznia 1999) - 1x14 - Stolen Car (24 stycznia 1999) - 1x15 - That Wrestling Show (7 lutego 1999) - 1x16 - The First Date (14 lutego 1999) - 1x17 - The Pill (21 lutego 1999) - 1x18 - The Career Day (28 lutego 1999) - 1x19 - Prom Night (7 marca 1999) - 1x20 - A New Hope (14 marca 1999) - 1x21 - Water Tower (14 czerwca 1999) - 1x22 - Punk Chick (21 czerwca 1999) - 1x23 - Grandma's Dead (12 lipca 1999) - 1x24 - Hyde Moves In (16 lipca 1999) - 1x25 - The Good Son (26 lipca 1999) | - 2x01 - Garage Sale (28 września 1999) - 2x02 - Red's Last Day (5 października 1999) - 2x03 - The Velvet Rope (12 października 1999) - 2x04 - Laurie and the Professor (19 października 1999) - 2x05 - Halloween (26 października 1999) - 2x06 - Vanstock (2 listopada 1999) - 2x07 - I Love Cake (9 listopada 1999) - 2x08 - Sleepover (16 listopada 1999) - 2x09 - Eric Gets Suspended (30 listopada 1999) - 2x10 - Red's Birthday (7 grudnia 1999) - 2x11 - Laurie Moves Out (14 grudnia 1999) - 2x12 - Eric's Stash (11 stycznia 2000) - 2x13 - Hunting (18 stycznia 2000) - 2x14 - Red's New Job (also known as Red Gets a Job) (1 lutego 2000) - 2x15 - Burning Down the House (7 lutego 2000) - 2x16 - The First Time (14 lutego 2000) - 2x17 - Afterglow (14 lutego 2000) - 2x18 - Kitty and Eric's Night Out (28 lutego 2000) - 2x19 - Parents Find Out (7 marca 2000) - 2x20 - Kiss of Death (20 marca 2000) - 2x21 - Kelso's Serenade (27 marca 2000) - 2x22 - Jackie Moves On (3 kwietnia 2000) - 2x23 - Holy Crap! (1 maja 2000) - 2x24 - Red Fired Up (8 maja 2000) - 2x25 - Cat Fight Club (15 maja 2000) - 2x26 - Moon Over Point Place, Part 1 (22 maja 2000) |
| - 3x01 - Reefer Madness, Part 2 (3 października 2000) - 3x02 - Red Sees Red (10 października 2000) - 3x03 - Hyde's Father (17 października 2000) - 3x04 - Too Old to Trick or Treat, Too Young to Die (31 października 2000) - 3x05 - Roller Disco (14 listopada 2000) - 3x06 - Eric's Panties (21 listopada 2000) - 3x07 - Baby Fever (28 listopada 2000) - 3x08 - Jackie Bags Hyde (12 grudnia 2000) - 3x09 - Hyde's Christmas Rager (19 grudnia 2000) - 3x10 - Ice Shack (9 stycznia 2001) - 3x11 - Who Wants It More? (10 stycznia 2001) - 3x12 - Fez Gets the Girl (16 stycznia 2001) - 3x13 - Dine and Dash (30 stycznia 2001) - 3x14 - Radio Daze (6 lutego 2001) - 3x15 - Donna's Panties (13 lutego 2001) - 3x16 - Romantic Weekend (20 lutego 2001) - 3x17 - Kitty's Birthday (Is That Today!?) (27 lutego 2001) - 3x18 - The Trials Of Michael Kelso (13 marca 2001) - 3x19 - Eric's Naughty No-No (27 marca 2001) - 3x20 - Holy Craps! (17 kwietnia 2001) - 3x21 - Fez Dates Donna (1 maja 2001) - 3x22 - Eric's Drunken Tattoo (1 maja 2001) - 3x23 - Canadian Road Trip (8 maja 2001) - 3x24 - Backstage Pass (15 maja 2001) - 3x25 - The Promise Ring (22 maja 2001) | - 4x01 - It's a Wonderful Life - 4x02 - Eric's Depression - 4x03 - Pinciotti vs. Forman - 4x04 - Hyde Gets the Girl - 4x05 - Bye-Bye Basement - 4x06 - The Relapse (1) - 4x07 - Uncomfortable Ball Stuff (2) - 4x08 - Donna's Story - 4x09 - Forgotten Son - 4x10 - Red and Stacey - 4x11 - The Third Wheel - 4x12 - An Eric Forman Christmas - 4x13 - Jackie Says Cheese - 4x14 - Eric's Hot Cousin - 4x15 - Tornado Prom - 4x16 - Donna Dates a Kelso - 4x17 - Kelso's Career - 4x18 - Leo Loves Kitty - 4x19 - Jackie's Cheese Squeeze - 4x20 - Class Picture - 4x21 - Prank Day - 4x22 - Eric's Corvette Caper - 4x23 - Hyde's Birthday - 4x24 - That ’70s Musical - 4x25 - Eric's False Alarm - 4x26 - Everybody Loves Casey - 4x27 - Love, Wisconsin Style |
| - 5x01 - Going to California - 5x02 - I Can't Quit You Baby (a.k.a. Jackie and Hyde Get Busted) - 5x03 - What Is and What Should Never Be (1) (a.k.a. Kitty's Pregnant) - 5x04 - Heartbreaker (2) (a.k.a. Kitty's Parents Come to Visit) - 5x05 - Ramble On (a.k.a. Promise Ring Redux) - 5x06 - Over the Hills and Far Away - 5x07 - Hot Dog (a.k.a. The Gifts) - 5x08 - Thank You - 5x09 - Black Dog (a.k.a. Ow, My Eye) - 5x10 - The Crunge (a.k.a. The S.A.T.s) - 5x11 - The Girl I Love - 5x12 - Misty Mountain Hop (a.k.a. Jackie's Cabin) - 5x13 - Your Time Is Gonna Come (a.k.a. Get Off My Boyfriend) - 5x14 - Babe I'm Gonna Leave You (a.k.a. Valentine's Day) - 5x15 - When the Levee Breaks (a.k.a. Eric and Donna Play House) - 5x16 - Whole Lotta Love (a.k.a. The Silent Treatment) - 5x17 - The Battle of Evermore (a.k.a. Pioneer Days) - 5x18 - Hey Hey What Can I Do (a.k.a. Job Fair) - 5x19 - Bring It On Home (a.k.a. Jackie's in the House) - 5x20 - No Quarter (a.k.a. Jackie Moves In) - 5x21 - Trampled Under Foot (a.k.a. Fez Gets Dumped) - 5x22 - You Shook Me (1) (a.k.a. The Nurses Are Coming) - 5x23 - Nobody's Fault But Mine (2) (a.k.a. Hyde Loves Jackie) - 5x24 - The Immigrant Song (a.k.a. Fez Gets Busted) - 5x25 - Celebration Day (a.k.a. Graduation) | - 6x01 - The Kids Are Alright - 6x02 - Join Together - 6x03 - Magic Bus - 6x04 - The Acid Queen - 6x05 - I'm Free - 6x06 - We're Not Gonna Take It - 6x07 - Christmas - 6x08 - I'm A Boy - 6x09 - Young Man Blues - 6x10 - A Legal Matter - 6x11 - I Can See For Miles - 6x12 - Sally Simpson - 6x13 - Won't Get Fooled Again - 6x14 - Baby Don't You Do It - 6x15 - Who Are You - 6x16 - Man With Money - 6x17 - Happy Jack - 6x18 - Do You Think It's Alright? - 6x19 - Substitute - 6x20 - Squeezebox - 6x21 - 5:15 - 6x22 - Sparks - 6x23 - My Wife - 6x24 - Going Mobile - 6x25 - The Seeker |
| - 7x01 - Time Is On My Side - 7x02 - Let's Spend the Night Together - 7x03 - (I Can't Get No) Satisfaction - 7x04 - Beast of Burden - 7x05 - It's Only Rock and Roll - 7x06 - Rip This Joint - 7x07 - Mother’s Little Helper - 7x08 - Angie - 7x09 - You Can't Always Get What You Want - 7x10 - Surprise, Surprise - 7x11 - Winter - 7x12 - Don't Lie To Me - 7x13 - Can't You Hear Me Knocking - 7x14 - Street Fighting Man - 7x15 - It's All Over Now - 7x16 - On With The Show - 7x17 - Down The Road Apiece - 7x18 - Oh, Baby (We Got A Good Thing Goin') - 7x19 - Who's Been Sleeping Here? - 7x20 - Gimme Shelter - 7x21 - 2120 So. Michigan Ave - 7x22 - 2000 Light Years From Home - 7x23 - Take It Or Leave It - 7x24 - Short And Curlies - 7x25 - Till The Next Goodbye | - 8x01 - Bohemian Rhapsody - 8x02 - Somebody to Love - 8x03 - You’re My Best Friend - 8x04 - Misfire - 8x05 - Stone Cold Crazy - 8x06 - Long Away - 8x07 - Fun It - 8x08 - Good Company - 8x09 - Who Needs You - 8x10 - Sweet Lady - 8x11 - Good Old Fashioned Lover Boy - 8x12 - Killer Queen - 8x13 - Spread Your Wings - 8x14 - Son And Daughter - 8x15 - Keep Yourself Alive - 8x16 - My Fairy King - 8x17 - Crazy Little Thing Called Love - 8x18 - We Will Rock You - 8x19 - Sheer Heart Attack - 8x20 - Leaving Home Ain't Easy - 8x21 - Love Of My Life - 8x22 - That ’70s Finale |

## DVD
Serial został wydany na płytach DVD. 
- Sezon 1 - 26 października 2004 (Dodatki: „Hello Wisconsin!” Season One Featurette, That ’70s Tribute Show, Promo-Palooza)
- Sezon 2 - 19 kwietnia 2005 (Dodatki: Komentarze dźwiękowe, 6 featurettes, That 70's Show Season 2 Overview)
- Sezon 3 - 15 listopada 2005 (Dodatki: 18 intro, komentarze, That 70's Show Season 3 Overview)
- Sezon 4 - 9 maja 2006 (Dodatki: 4 komentarze Davida Trainera)
- Sezon 5 - 17 października 2006
- Sezon 6 - 8 maja 2007
- Sezon 7 - 16 października 2007
- Sezon 8 - 1 kwietnia 2008

## Występy gościnne
| - Maud Adams - Paul Anka - Josh Barker - Lynsey Bartilson - Rachel Bilson - Danny Bonaduce - Adrienne Frantz - Tom Bosley - Timothy Bottoms - Bárbara Carrera - Dan Castellaneta - Charo - Erika Christensen - Alice Cooper - Roger Daltrey - Eliza Dushku - Shannon Elizabeth - Bob Eubanks - Jamie Farr - Jenna Fischer - Neil Flynn - Jim Gaffigan - Gloria Gaynor - Bobcat Goldthwait - Joseph Gordon-Levitt - Seth Green - Monty Hall - Alyson Hannigan - Jeff Hardy | - Matt Hardy - Valerie Harper - Bret Harrison - Jenilee Harrison - Melissa Joan Hart - Isaac Hayes - Robert Hays - Howard Hessman - Mitch Hedberg - Shirley Jones - Tom Kenny - KISS - Richard Kline - Christopher Knight - Wayne Knight - Don Knotts - Lindsay Lohan - Justin Long - Pamela Sue Martin - Christopher Masterson - Kevin McDonald - Gavin MacLeod - Mary Tyler Moore - Allison Munn - Ted Nugent - Jack Osbourne - Dolly Parton | - Ashley Peldon - Courtney Peldon - Mitch Pileggi - Eve Plumb - Tim Reid - The Rock - Rod Roddy - Marion Ross - Katey Sagal - Ken Shamrock - Brooke Shields - Jessica Simpson - Lindsay Sloane - Ryan Starr - French Stewart - Dave Thomas - Dick Van Patten - Lyle Waggoner - Estella Warren - Kristina Wayborn - Betty White - Barry Williams - Billy Dee Williams - Fred Willard - Bruce Willis - Luke Wilson - Deanna Wright |